# Cerro de los Ángeles
El cerro de los Ángeles es un cerro testigo situado en el término municipal de Getafe, a unos 10 km al sur de Madrid (España). La base se encuentra a 610 msnm y en el punto más alto, a 666,235 msnm, hay un vértice geodésico de primer orden. Desde su cima se pueden apreciar unas excelentes vistas de Madrid, Getafe y el campo que lo rodea. Desde 2011 está hermanado con el Parque de la Alhóndiga de Getafe.
Su fama reside en que ha sido tradicionalmente considerado como el centro geográfico de la península ibérica, aunque según el Instituto Geográfico Nacional la ubicación exacta de ese centro es difícil de determinar, porque depende mucho de la metodología utilizada; algunos estudios modernos lo sitúan más al oeste, en una zona despoblada al sur de Calalberche (provincia de Toledo) o incluso en Getafe.Este lugar fue escenario de algunas batallas de la guerra civil española. 
Sobre la explanada situada en la cima del cerro se encuentran la ermita de Nuestra Señora de los Ángeles, la virgen patrona de Getafe, del siglo XIV, y el Monumento al Sagrado Corazón, construido en 1919 e inaugurado por el rey Alfonso XIII. También se hallan el Seminario Diocesano Nuestra Señora de los Apóstoles, lugar de formación para los sacerdotes que realizarán su labor apostólica en la diócesis de Getafe, y un convento de Carmelitas Descalzas. Para llegar en coche al cerro de los Ángeles hay que tomar la salida del km 13 de la autovía A-4.
Las laderas del cerro están repobladas con pinos carrascos y aparte de este pinar cuenta con merenderos, fuentes, parques infantiles, caminos, un bar y un campo de fútbol. Por esto, además de ser un centro religioso, es un lugar muy concurrido para pasar una jornada festiva rodeado de naturaleza. Como curiosidad, en la parte izquierda del pie que sostiene la imagen del Sagrado Corazón, está el escudo de armas del papa Benedicto XV (Giacomo della Chiesa), cuyo papado duró desde 1914 hasta 1922.

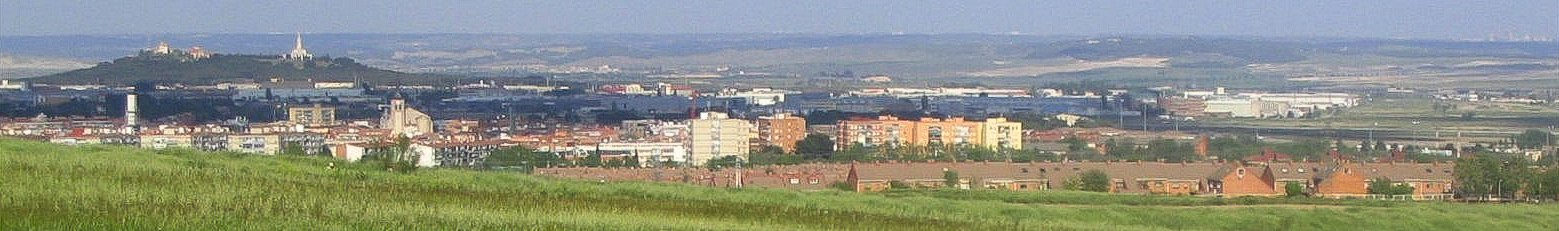
La ciudad de Getafe con el cerro de los Ángeles en el ángulo superior izquierdo. Fotografía tomada desde el cerro Buenavista

## Recinto religioso
En la actualidad, en lo alto del Cerro se ubica un complejo religioso compuesto de varios edificios.

### Ermita de Nuestra Señora de los Ángeles

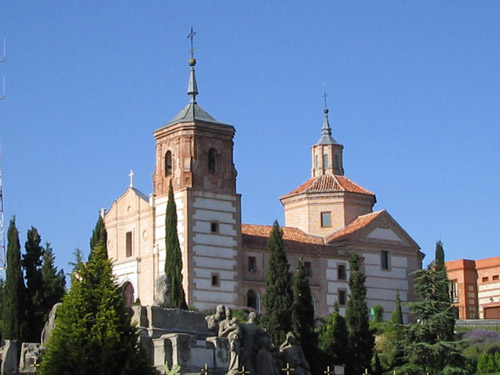
Ermita de Nuestra Señora de los Ángeles, en la parte más alta del cerro

La ermita de Nuestra Señora de los Ángeles es un templo católico ubicado en Getafe (Madrid).
Se cree que fue construida en el siglo XI, tras la conquista de Madrid por Alfonso VI, sobre una atalaya defensiva árabe. Esta ermita primitiva fue destruida en el siglo XIV y, posteriormente, en el siglo XVII se comenzó a levantar la actual en el mismo lugar. Durante el siglo XVIII se terminó por completo el edificio; pero tras la Guerra Civil tuvo que ser reconstruida, en 1945, por el arquitecto Rodolfo García-Pablos.
Consta de una única nave con bóveda de medio cañón y un pequeño crucero rematado con cúpula de linterna, bajo la que está enterrado Francisco José Pérez y Fernández-Golfín (primer obispo de la diócesis de Getafe). La construcción es de piedra y ladrillo, con los chapiteles de pizarra.
En esta ermita se venera a la Virgen María bajo la advocación de Nuestra Señora de los Ángeles, patrona de Getafe y de la diócesis de Getafe.

### Monumento al Sagrado Corazón de Jesús

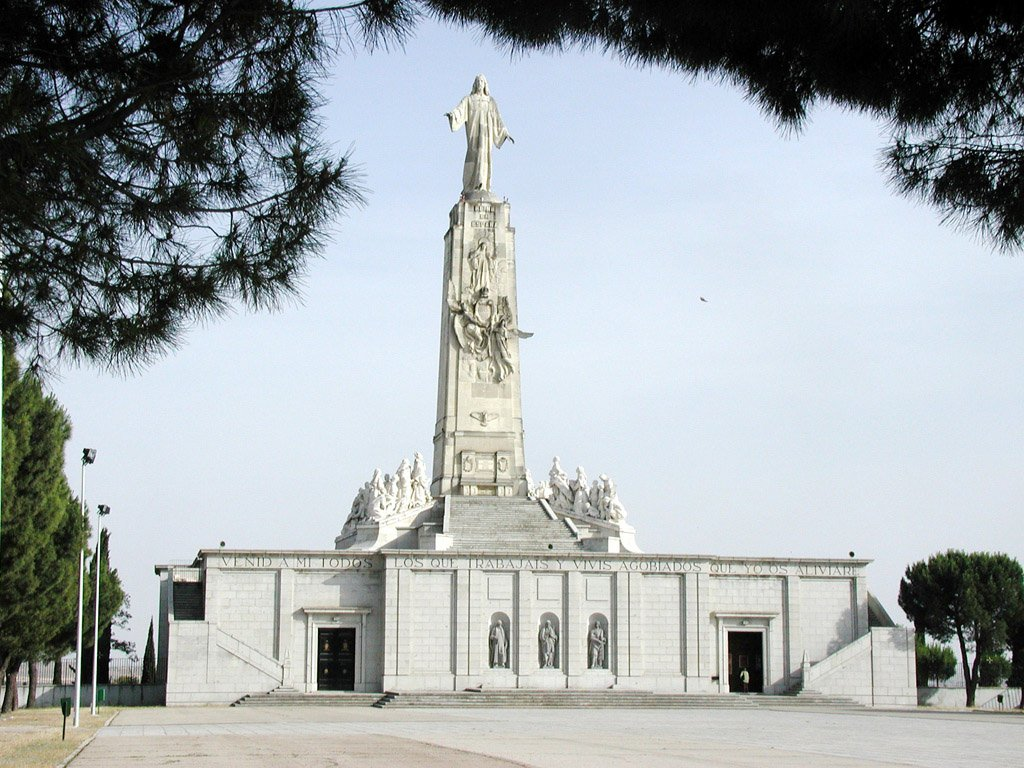
Monumento al Sagrado Corazón

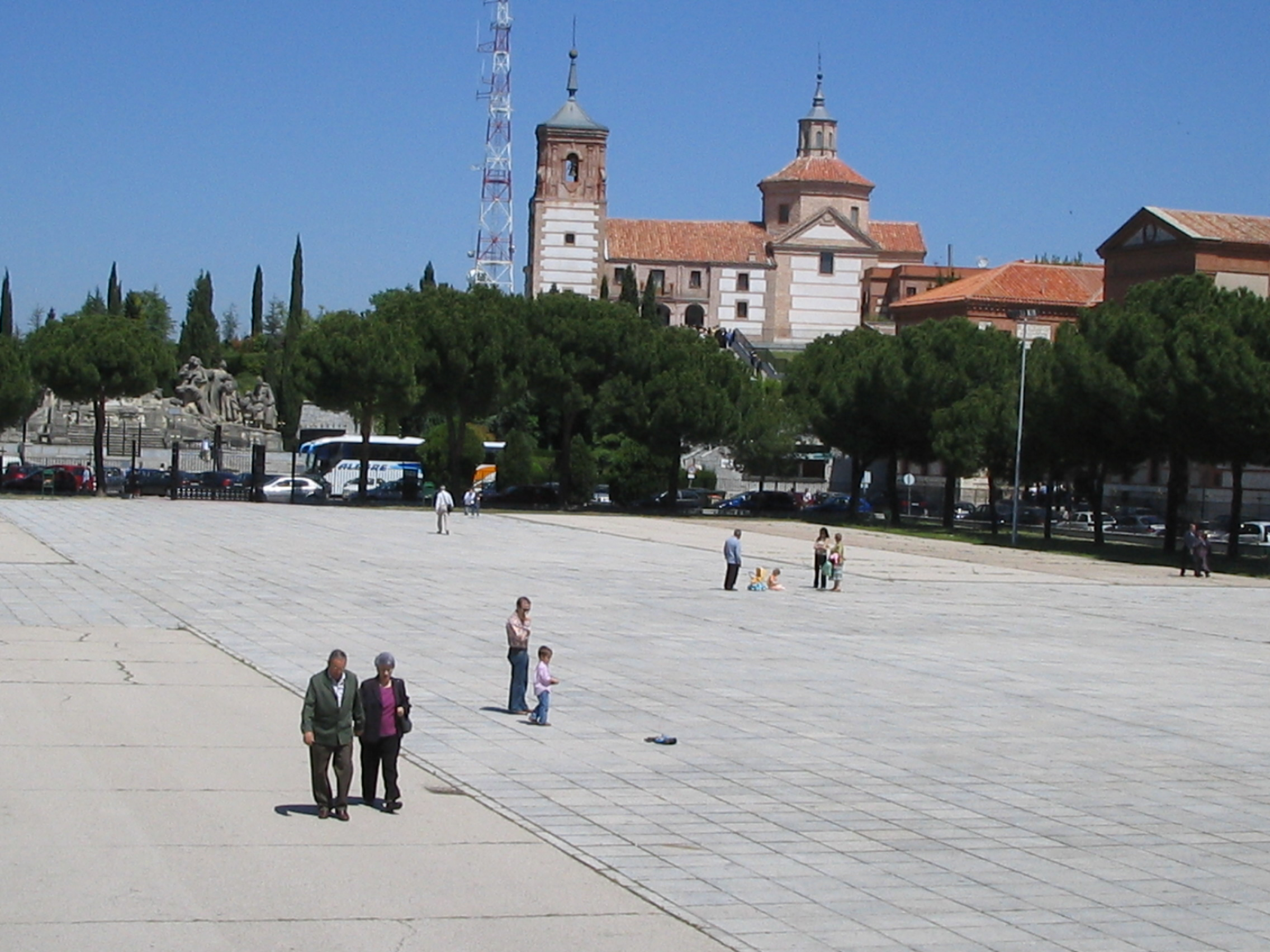
Explanada del cerro de los Ángeles, frente al monumento al Corazón de Jesús. A la izquierda, los restos del antiguo monumento destruido. A la derecha, la ermita de la Virgen de los Ángeles y el convento de Carmelitas Descalzas

En 1919 se eligió este lugar para construir un enorme monumento en honor del Sagrado Corazón de Jesús. Fue una obra conjunta del arquitecto Carlos Maura Nadal y del escultor Aniceto Marinas. El monumento se edificó con las aportaciones de miles de españoles que colaboraron. La imagen de Jesús (de 9 metros de altura) fue donada individualmente por Don Juan Mariano de Goyeneche (Conde de Guaqui). El 30 de mayo de 1919 el Rey Alfonso XIII lo inauguró solemnemente tras efectuar la consagración de España al Sagrado Corazón de Jesús. El monumento era todo de piedra caliza en tonos ligeramente amarillentos. Contaba con dos grupos de esculturas laterales, uno de los cuales representaba a la "Humanidad santificada" y el otro a la "Humanidad que tiende a santificarse". En el primero de los grupos figuraban los santos siguientes: Santa Margarita María de Alacoque, religiosa de la Visitación, San Agustín, San Francisco de Asís, Santa Teresa de Jesús, Santa Gertrudis, el beato Bernardo de Hoyos y San Juan Evangelista. En el segundo grupo, que estaba situado a la izquierda del monumento, se representaba el camino para llegar al cielo mediante la práctica de la caridad, del amor, de la humildad y del arrepentimiento. La caridad estaba representada por una hija de San Vicente de Paúl y cinco niños guiados por ella. Otro grupo de cinco figuras representaba la Virtud y el Amor, personificada la primera por una joven de elevada alcurnia y una niña con el traje de primera comunión, y el segundo, por un hombre y una mujer del pueblo con un niño en brazos.
La altura del monumento era de 28 metros, incluida la figura, a la que correspondían 9 metros desde el plinto. El ancho era de 31,5 metros, y de fondo tenía 16 metros. Estaba construido con piedra de Almorquí, y se emplearon 882 toneladas de material.
Al inicio de la Guerra Civil, el 23 de julio de 1936, cinco hombres con edades comprendidas entre 19 y 40 años fueron asesinados por defender y guardar el monumento de posibles atentados, Cinco días después del asesinato, milicianos del bando republicano llevaron a cabo una "ceremonia" por ellos mismos fotografiada, de fusilar la imagen de Jesús; tras ello, procedieron a la destrucción de las esculturas, primeramente "a mano" y por último, dada la dureza de su material, recurrieron a la dinamita hasta lograr reducirlo a ruinas. La prensa del Frente Popular publicó en portada y en primera página las fotografías del "fusilamiento" y comentó favorablemente el hecho ("Desaparición de un estorbo"). El Ayuntamiento de Getafe, en decisión refrendada por el Gobierno de la República, cambió el nombre cerro de los Ángeles por el de "cerro Rojo", nombre que conservó hasta el final de la guerra civil.
El rector del Cerro de los Ángeles, el sacerdote José María Vegas Pérez, fue fusilado en la localidad madrileña de Paracuellos del Jarama, el 27 de noviembre de 1936, víctima de la represión en la zona republicana durante la Guerra Civil.
Terminada la guerra, el régimen de Franco recuperó su nombre original y dio orden de construir un nuevo monumento, réplica del anterior, que comenzó a edificarse en 1944 según el proyecto de los arquitectos Pedro Muguruza y Luis Quijada Martínez. La imagen del Sagrado Corazón de Jesús y su pedestal fue nueva obra de Aniceto Marinas, junto con los grupos escultóricos de la base, obra de Fernando Cruz Solís. Este nuevo monumento fue inaugurado en el año 1965 y diez años más tarde se inauguraba también la cripta, obra no existente en el proyecto anterior. El monumento muestra a Cristo, con los brazos abiertos. Está rematado con la leyenda Reino en España.
Lo que quedó del anterior monumento (la base y el arranque del pedestal) se conserva. El nuevo monumento se levantó en el mismo lugar que ocupaba el monumento original. Las ruinas fueron trasladadas al lugar que hoy ocupan para dejar despejado el solar de la nueva construcción.

### Seminario diocesano de Getafe
El Seminario Diocesano Nuestra Señora de los Apóstoles fue inaugurado en 1994. En 1991, se desmembra la archidiócesis de Madrid-Alcalá, formando la provincia Eclesiástica de Madrid, junto a las nuevas diócesis de Alcalá de Henares y Getafe. En la diócesis de Getafe, los seminaristas aun dependían del Seminario Conciliar de Madrid. En octubre de 1992, el obispo Francisco José Pérez y Fernández-Golfín, decide abrir una comunidad de seminaristas de Getafe en su Palacio Episcopal. Este era un antiguo colegio de las Misioneras Cruzadas de la Iglesia, que se ofreció como medio temporal para ser la residencia del obispo. Al principio, los 11 seminaristas se instalaron en Cubas de la Sagra (Madrid). Estos estaban bajo la tutela del sacerdote Rafael Zornoza Boy, secretario del obispo. Aun así, los seminaristas se seguían desplazando para estudiar a Madrid. Tras dos años en Cubas de la Sagra, el Seminario Diocesano de Getafe se muda al Cerro de los Ángeles. El primer año contó con 39 seminaristas. Con ocasión de la fiesta de San José, el Seminario "Ntra. Sra. de los Apóstoles" fue erigido por el Obispo el 19 de marzo de 1994, siendo su primer rector Rafael Zornoza Boy.

### Convento de Carmelitas Descalzas
En 1925 se comenzó a construir este convento en el Cerro de los Ángeles de Getafe (Madrid), a iniciativa de la Madre Maravillas de Jesús (que había creado la primera comunidad de monjas Carmelitas Descalzas en Getafe, a la espera de poder instalarse en el mismo).
El 26 de octubre de 1926 se ocupó el edificio y desde entonces hay una lámpara dedicada al Sagrado Corazón de Jesús, que se mantiene continuamente encendida.